# Taboada dos Freires
Taboada dos Freires (llamada oficialmente Santa María de Taboada dos Freires) es una parroquia y una aldea española del municipio de Taboada, en la provincia de Lugo, Galicia.

## Geografía
Está situada en el oeste del municipio y linda con las parroquias de Fradé, Cerdeda, Bouzoa, O Mato, Esperante, Piñeira de Gondulfe. La parroquia se extiende en un pequeño espacio rectangular, atravesado por el río Toldao (que da nombre a una de sus aldeas) y el valle que este forma. Prolifera el roble, el castaño y otras especies autóctonas.

## Historia
Hay cuatro castros, todos ellos sin excavar, que delimitan el espacio de la parroquia: el de Carbonero (entre Bouzoa y Cerdeda), el de San Lourenzo de Gondulfe, el de Piñeira y el de Cimbraos (en O Mato).
La iglesia de Santa María de Taboada dos Freires fue construida en 1190 por el Maestro Pelaxio. Tiene planta rectangular, y fue ampliada con posterioridad. Formaba parte de un antiguo monasterio, del cual tomó el topónimo la parroquia, situado según Nicanor Rielo Roble en el lugar que ocupaba la huerta de la casa rectoral. A comienzos del siglo XIII el monasterio pertenecía a la Orden del Temple, que en 1233 coincidiendo con el Capítulo General que celebraban en Benavente, firmaron una concordia con el obispo Miguel y su cabildo sobre los derechos episcopales en las iglesias que poseían en la diócesis, entre las que si cita la de Taboada.

## Organización territorial
La parroquia está formada por ocho entidades de población:
- Amedo
- Bidueiros
- Outeiro
- Puciños
- Pumares
- Susá
- Taboada (Taboada dos Freires)
- Toldao

## Demografía

### Parroquia
| Gráfica de evolución demográfica de Taboada dos Freires (parroquia) entre 2000 y 2021 |
|                                                                                       |
| Datos según el nomenclátor publicado por el INE.                                      |

### Aldea
| Gráfica de evolución demográfica de Taboada dos Freires (aldea) entre 2000 y 2021 |
|                                                                                   |
| Datos según el nomenclátor publicado por el INE.                                  |

## Patrimonio
La iglesia de Santa María de Taboada dos Freires es una de las pocas iglesias de origen templario del país. Construida en el 1191, es obra del Maestre Pelaxio, como figura en el tímpano, donde está representando a Sansón degollando un león. Debió ser parte de un monasterio hoy desaparecido.